# Lars Mitch Fischermann
Lars Mitch Fischerman er en dansk trommeslager, der har deltaget og spillet sammen med MoonDog DK, Led Zeppelin Jam, Backseat Boys, TYG, Pocket Rockets, Michael Hardinger, Frede Fup, Martin Høybye, Nikolaj & Piloterne og i alverdens jams og studiesessions. Han er endvidere partner og administrerende direktør i Supersonic.
|  | Artiklen om Lars Mitch Fischermann kan blive bedre, hvis der indsættes et (bedre) billede Du kan hjælpe ved at afsøge Wikimedia Commons for et passende billede eller uploade et godt billede til Wikimedia Commons iht. de tilladte licenser og indsætte det i artiklen. |